# Mr Hublot
Mr Hublot és un curtmetratge animat franco-luxemburguès de 2013, dirigit per Laurent Witz i Alexandre Espigares. Va guanyar un Oscar al millor curtmetratge d'animació.

## Argument
Mr. Hublot és un home que viu en un petit departament, a una ciutat futurista i sobre poblada. El personatge demostra un trastorn obsessiu-compulsiu, en encendre i apagar els llums del seu departament abans d'anar-se'n a dormir, i en adreçar amb cura els quadres que estan penjats a les parets. L'home a més a més ha posat diversos baldons a les portes de casa seva.
Un dia, Hublot veu un gos robòtic al carrer, el qual sembla estar abandonat. L'home no el presta una gran atenció i continua amb les seves tasques diàries. L'endemà, quan un camió de recollida de rebuigs s'enduu la capsa de cartó on dorm l'animal, Hublot baixa al carrer i intenta aturar-lo, però el vehicle se'n va. Posteriorment el protagonista descobreix que l'animal no havia mort, i l' ho adopta com la seva mascota.
El temps passa, i el gos va augmentant la seva mida, arribant també a ser més gran que el seu propietari. La mida de l'animal passa a convertir-se en un problema, perquè afecta l'ordre que Hublot cerca tenir a la seva llar. Una nit, quan sent que la seva mascota ha trencat algunes coses del seu departament, el protagonista pren un tornavís elèctric i s'acosta a l'animal. Immediatament després es mostra a Hublot tallant i desmuntant unes peces metàl·liques i guardant-les en unes capses. A la següent escena es veu al protagonista de volta a la normalitat, adreçant els quadres i seient per veure televisió. Al costat seu està la seva mascota, qui ha augmentat considerablement la seva mida des de l'última vegada que se'l va veure. Després d'això es revela que Hublot no havia desarmat al gos, sinó que es va mudar a un celler de més gran, ubicat al capdavant del seu antic departament.

## Premis
| Any  | Premi                       | Categoria                      | Receptor(s)                        | Resultat  |
| ---- | --------------------------- | ------------------------------ | ---------------------------------- | --------- |
| 2014 | Premis Óscar                | Millor curtmetratge d'animació | Laurent Witz i Alexandre Espigares | Guanyador |
| 2014 | Festival de Cinema de Kerry | Millor animació                | Laurent Witz i Alexandre Espigares | Guanyador |